# Корабельные системы
Корабельные (судовые) системы — традиционный обобщающий термин, включающий корабельное оборудование с определенными признаками, а именно, «протяженные» объекты.
Другой термин, часто употребляемый в паре с корабельными системами — корабельные устройства.
Термин приблизительно соответствует определению технических систем, но к корабельным системам не относится, например, размагничивающее устройство, хотя оно имеет все формальные признаки технической системы.
Примерами корабельных систем могут служить: система питьевой воды, топливная система, система внутренней связи.